# Карачельское
Карачельское — село в Шумихинском районе Курганской области России. Административный центр Карачельского сельсовета.
Население 1 274 жителей (2004 год).

## География
Крупнейшим водоёмом в окрестностях является озеро Малое Жужгово в 7 км к северу от села.
Также рядом с селом протекает река Миасс, в которую поблизости впадает небольшая река Каменка.

## История
Карачельский форпост основан в 1743 г. как укрепленный пункт. 
Карачельское упомянуто на карте 1827 года из собрания David Rumsey Historical Map Collection.
До 1917 года центр Карачельской волости Челябинского уезда Оренбургской губернии. По данным на 1926 год состояло из 285 хозяйств. В административном отношении являлось центром Карачельского сельсовета Шумихинского района Челябинского округа Уральской области.

## Население
По данным переписи 1926 года в селе проживало 1333 человека (612 мужчин и 721 женщина), в том числе: русские составляли 100 % населения.

## Транспорт
Через село проходит автомобильная дорога Шумиха—Шадринск.

## Общество

### Наука и просвещение
- МОУ Карачельская средняя общеобразовательная школа

### Религия
- Православная Церковь Трёх Святителей Великих[4]

## Культура и искусство
- Дом культуры (ДК)
- Церковь Трех Святителей[5]

## Уроженцы Карачельского
- Дерябин, Юрий Степанович